# 白玉堂
白玉堂是清朝艺人石玉昆口头创作的评书《三侠五义》中的人物，“五义”之一。绰号锦毛鼠。

## 人物简介
白玉堂是金華人氏，外表英俊，個性心高氣傲，率性而為。为五鼠中的老么，亦是义士。因年輕氣盛容易意氣用事，當知己有難亦全力援助。視展昭為對手，最後與其冰釋前嫌。有子名白云瑞，后为上三门总门长，其兄有一子白芸生繼承白玉堂之心願，保護巡察大人及諸多正派王公貴族，剷奸滅惡。主要武器為钢刀。後於《小五義》中夜探襄阳王府，入冲霄楼铜网阵被萬箭穿身而死。

## 影视形象
- 1967年 邵氏電影版《七俠五義》 喬莊 飾演 白玉堂
- 1972年 台視歌仔戲版《七俠五義》 葉青 飾演 白玉堂
- 1982年 邵氏電影版《御貓三戲錦毛鼠》 傅聲 飾演 白玉堂
- 1983年 台視歌仔戲版七俠五義 李如麟飾演白玉堂
- 1986年 華視歌仔戲版《新七俠五義》 葉青 飾演 白玉堂
- 1993年 台灣華視首播的電視劇《包青天》中，張振寰與顧冠忠飾白玉堂。
- 1994年 台湾華視出品的電視劇《七俠五義》中，孫興飾白玉堂。
- 1994年 台灣台視出品的電視劇《俠義見青天》中，張振寰飾白玉堂。
- 2009年 新包青天 (電視劇)：唐文龍 飾演 白玉堂

- 2010年 《包青天之七俠五義》中，陳浩民飾白玉堂，翟耀輝配音。
- 2006年 中國大陸出品的電視劇《白玉堂傳奇》[2]中，杨子饰白玉堂。
- 2013年 中国大陆出品的电视剧《新神探联盟之包大人来了》[3]中，乔任梁饰白玉堂。
- 2018年 中國電視劇《一千零一夜》，迪麗熱巴飾演的凌凌七在其梦中反串扮演了白玉堂。

## 外部連結
- 《「五鼠鬧東京」故事研究》 （页面存档备份，存于）（繁體中文）
- 《三俠五義》人物形象研究 （页面存档备份，存于）（繁體中文）